# حقل تشاندرا العميق الجنوبي

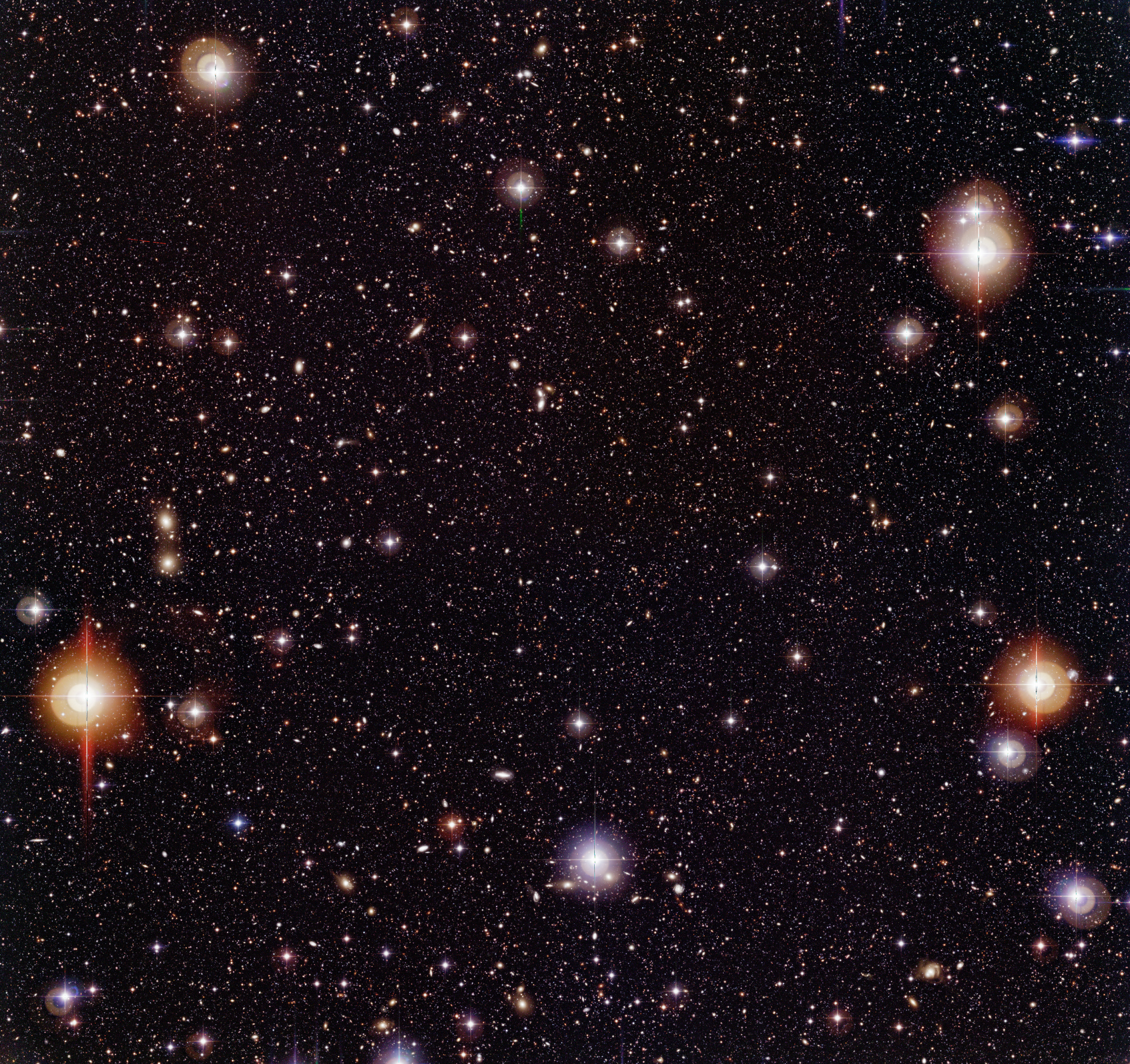
صورة مركبة ثلاثية الألوان لحقل تشاندرا العميق الجنوبي (CDF-S) ، تم الحصول عليها باستخدام مصور المجال الواسع على تلسكوب MPG / ESO 2.2 م في مرصد لاسيلا الأوروبي الجنوبي،(تشيلي).

حقل تشاندرا العميق الجنوبي (مختصرا CDF-S) هي صورة تم التقاطها بواسطة القمر الصناعي مرصد تشاندرا الفضائي للأشعة السينية. تم اختيار الموقع لأنه، مثل فجوة لوكمان، «نافذة» واضحة نسبيًا عبر السحب المنتشرة في كل مكان لغاز الهيدروجين المحايد في مجرة درب التبانة، مما يسمح للمراقبين برؤية بقية الكون بوضوح باستقبال الأشعة السينية. تتركز الصورة على مطلع مستقيم 3سا 32د 28.0ث ، وميل -27(درجة) 48(دقيقة) 30 (ثانية)،
(حقبة J2000)، تغطي 0.11 درجة مربعة، بمقياس 16 دقيقة قوسية. تقع هذه الرقعة من السماء في كوكبة الكور. 
تم إنشاء الصورة من خلال تكوين 11 تعريضًا فرديًا لـلكاميرا ACIS-I لوقت تعريض تراكمي يزيد عن مليون ثانية، في الفترة 1999-2000، بواسطة فريق بإشراف ريكاردو جياكوني.  تم اختيار هذه المنطقة للمشاهدة لأنها تحتوي على غاز وغبار مجري قليل كثير مما يسمح برؤية المصادر البعيدة.  أدت المشاهدات الإضافية التي تم التقاطها بين عامي 2000 و 2010 إلى إجمالي تعرض لأكثر من أربعة ملايين ثانية. ومن المقرر إجراء أربعة ملايين ثانية إضافية من التعريض بحلول نهاية عام 2015، مما ينتج عنه وقت تعرض متكامل يبلغ ثمانية ملايين ثانية. يعد الحقل العميق تشاندرا الجنوبي هو الهدف الوحيد الذي رصده مرصد تشاندرا الفضائي للأشعة السينية الأطول.
تم إجراء عمليات المشاهدات متعددة الأطياف في المنطقة بالتعاون مع التلسكوب الكبير جدًا ومرصد بارانال. خلال هذه الدراسات تم استنتاج أن خلفية الأشعة السينية نشأت من الثقوب السوداء فائقة الكتلة في المجرات البعيدة، وتم الحصول على توصيف أفضل للكوازارات من النوع الثاني. اكتشف الحقل العميق أكثر من 300 مصدر للأشعة السينية، العديد منها من نوى مجرية نشطة منخفضة اللمعان تقع على بعد حوالي 9 مليارات سنة ضوئية. وكشفت الدراسة أيضًا نجم زائف (كوازار) من النوع الثاني أكثر بعدًا، والذي يقع عند الانزياح الأحمر z = 3.7، على بعد حوالي 12 مليار سنة ضوئية. 
في عامي 2014 و 2015 اكتشف علماء الفلك أربعة انفجارات شديدة للغاية من الأشعة السينية، لا تزال تحت الدراسة حاليًا، من مجرة صغيرة، تُعرف باسم CDF-S XT1 ، على بعد حوالي 11 مليار سنة ضوئية من الأرض في كوكبة الكور.

## ملحوظات
1. ↑  Type II quasars are quasars that are deeply embedded in dust and gas, from our point of view

(الكوازارات من النوع الثاني هي كوازارات مغروسة بعمق في الغبار والغاز من جهة مشاهدتنا.)

### اقتباسات
1. ↑  "Chandra Deep Field South - Field Selection". مؤرشف من الأصل في 2022-06-19. اطلع عليه بتاريخ 2011-12-12.
2. ↑  Staff (مارس 2001). "ESO - The Chandra Deep Field South". مؤرشف من الأصل في 2020-08-13. اطلع عليه بتاريخ 2009-10-10.
3. ↑  Staff (مايو 2001). "ESO Press Release 05/01 - Chandra and the VLT Jointly Investigate the Cosmic X-Ray Background". مؤرشف من الأصل في 2007-09-03. اطلع عليه بتاريخ 2009-10-10.
4. ↑  Staff (مارس 2001). "ESO - The Chandra Deep Field South". مؤرشف من الأصل في 2022-07-15. اطلع عليه بتاريخ 2009-10-10.Staff (March 2001). "ESO - The Chandra Deep Field South". Retrieved 10 October 2009.
5. 1 2  Staff (مايو 2001). "ESO Press Release 05/01 - Chandra and the VLT Jointly Investigate the Cosmic X-Ray Background". مؤرشف من الأصل في 2007-09-03. اطلع عليه بتاريخ 2009-10-10.Staff (May 2001). "ESO Press Release 05/01 - Chandra and the VLT Jointly Investigate the Cosmic X-Ray Background". Archived from the original نسخة محفوظة 3 سبتمبر 2007 على موقع واي باك مشين. on 3 September 2007. Retrieved 10 October 2009.
6. ↑  "The Chandra Deep Field-South Survey". مؤرشف من الأصل في 2015-02-20. اطلع عليه بتاريخ 2015-04-16.
7. ↑  Overbye، Dennis (31 مارس 2017). "A Mysterious Flash From a Faraway Galaxy". نيويورك تايمز. مؤرشف من الأصل في 2022-06-16. اطلع عليه بتاريخ 2017-03-31.

## اقرأ أيضا
- فجوة لوكمان

## روابط خارجية
- مجموعة من المجرات البعيدة - أعمق صورة للأشعة فوق البنفسجية للكون حتى الآن - إصدار صور ESO
- APOD شاندرا ديب فيلد ساوث
- نسخة محسنة ومحسنة من CDF-S